# Катцер, Рудольф
Рудольф Катцер (нем. Rudolf Katzer; 1888 — ?) — немецкий велогонщик, серебряный призёр летних Олимпийских игр 1908.
На Играх 1908 в Лондоне Катцер соревновался в пяти дисциплинах. Он завоевал серебряную медаль в командной гонке преследования. Также, он участвовал в заездах на 660 ярдов, 5000 м, 20 и 100 км, но везде останавливался на первых раундах.